# レンティオ
レンティオ株式会社（Rentio Inc.）は、東京都品川区に本社を置く日本の企業であり、主に家電製品やカメラなどのレンタルサービスをオンラインで提供している。法人向けにレンタル型ECサイト構築支援サービスも展開している。

## 沿革
- 2015年 - 三輪謙二朗が東京都で創業。家電レンタルサービス「Rentio」を開始[3]
- 2016年 - 社名をレンティオ株式会社に変更[3]。
- 2020年 - 10億円規模の資金調達を実施。[4]
- 2022年 - 無人ロッカー型受取サービス「Rentio GO」開始。[5]
- 2024年 - SaaS型レンタルEC支援サービス「Rentify」を提供開始。[6]

## 主なサービス
- Rentio：カメラ、調理家電、生活家電などのレンタルサービス。[7]
- Rentio GO：無人ロッカー型の受取・返却サービス[6]。
- Rentify：法人向けのサブスク・レンタル型EC支援プラットフォーム[6]。

## 受賞歴
- Ruby biz Grand Prix 2023 特別賞[8]